# Via Francigena nel Canavese

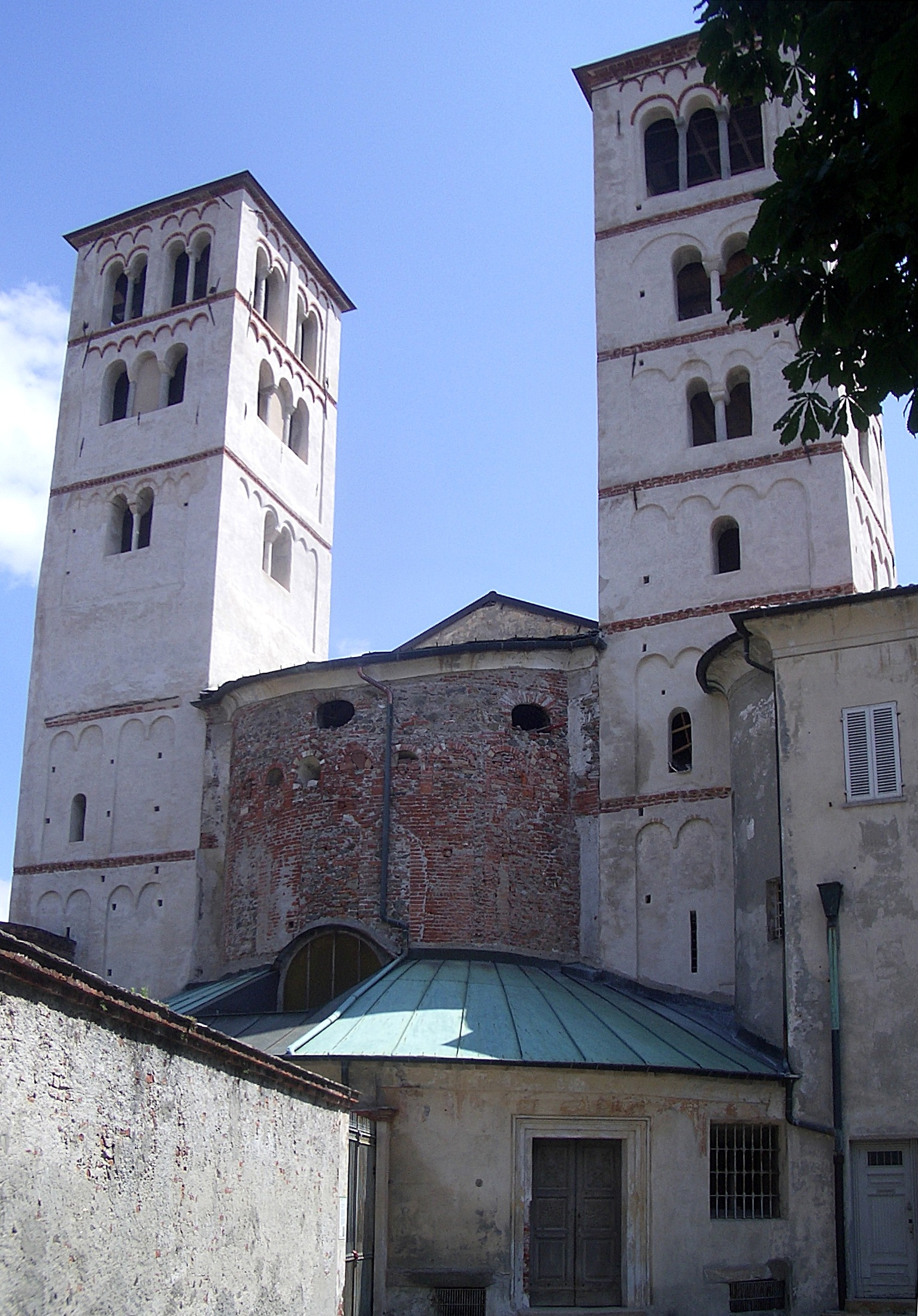
Duomo di Ivrea, abside e campanili romanici. Ivrea è la XLV mansio dell'Itinerario di Sigerico

Il tratto della Via Francigena nel Canavese - o, per meglio dire dell'itinerario che Sigerico, arcivescovo di Canterbury,  percorse nell'anno 990 avendo cura di annotare le varie tappe suo viaggio - si snoda tra Pont Saint Martin, uscendo della valle d'Aosta, per giungere ad Ivrea (punto di sosta che Sigerico annota con l'antico nome di Everi) e proseguire verso Santhià (altro punto di sosta annotato come Sca Agath) in territorio biellese.

## Caratteristiche del percorso
Per il pellegrino che, superato il colle del Gran San Bernardo, è disceso lungo la valle d'Aosta sino a Pont Saint Martin su un cammino circondato da aspri rilievi montuosi, il tratto canavesano della Via Francigena si presenta più agevole e ameno, caratterizzato, sulla sinistra, dal verde dei boschi che ricoprono le pendici dell'Anfiteatro morenico di Ivrea. Il percorso è costellato da una moltitudine di laghetti anch'essi, come i rilievi morenici, formatisi con il ritiro dei ghiacciai che nel Pleistocene ricoprivano interamente la zona. Altri scorci di paesaggio che si presentano al pellegrino - particolarmente nel tratto che attraversa i comuni di Carema e di Settimo Vittone - testimoniano l'arte della coltivazione della vite e la fatica dell'uomo che, nei secoli, ha strappato alle colline i terrazzamenti ove sono collocati i pergolati, sostenuti dai caratteristici pilun (colonnette in pietra imbiancate con la calce).

Numerosi castelli e solitarie chiesette romaniche punteggiano il percorso e offrono al pellegrino - in queste terre ove ancora si rinnova il ricordo di Re Arduino - suggestioni di memorie medievali:  particolarmente antica e ricca di affreschi è la Pieve di San Lorenzo a Settimo Vittone, mentre alquanto suggestivi, a Piverone, sono i ruderi del cosiddetto Gesiun. Suggestioni medievali altrettanto vive si hanno visitando il deambulatorio e la cripta del Duomo di Ivrea che parlano del vescovo Warmondo, fiero avversario di Re Arduino.

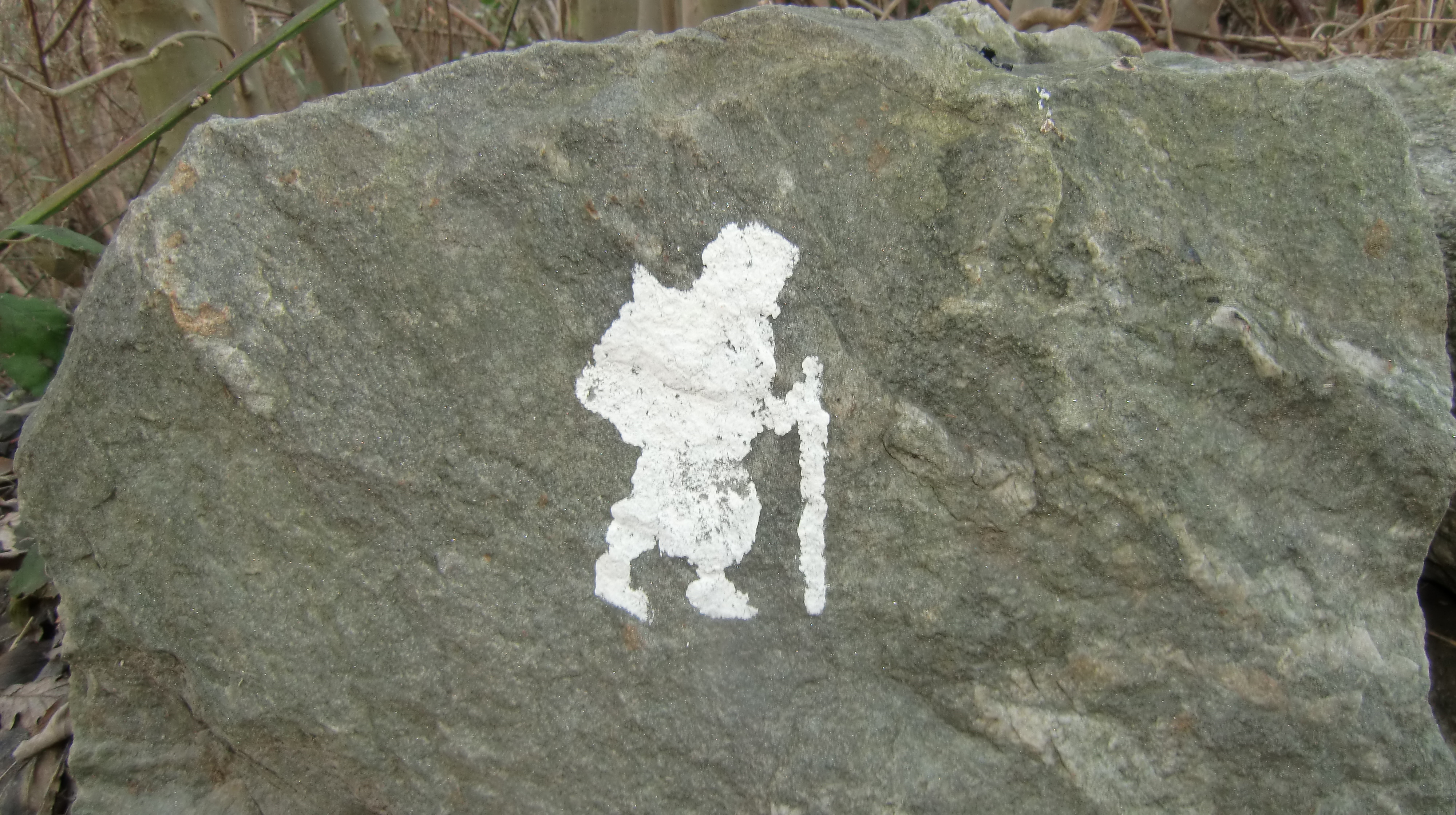
Segnale della via Francigena vicino ad Ivrea

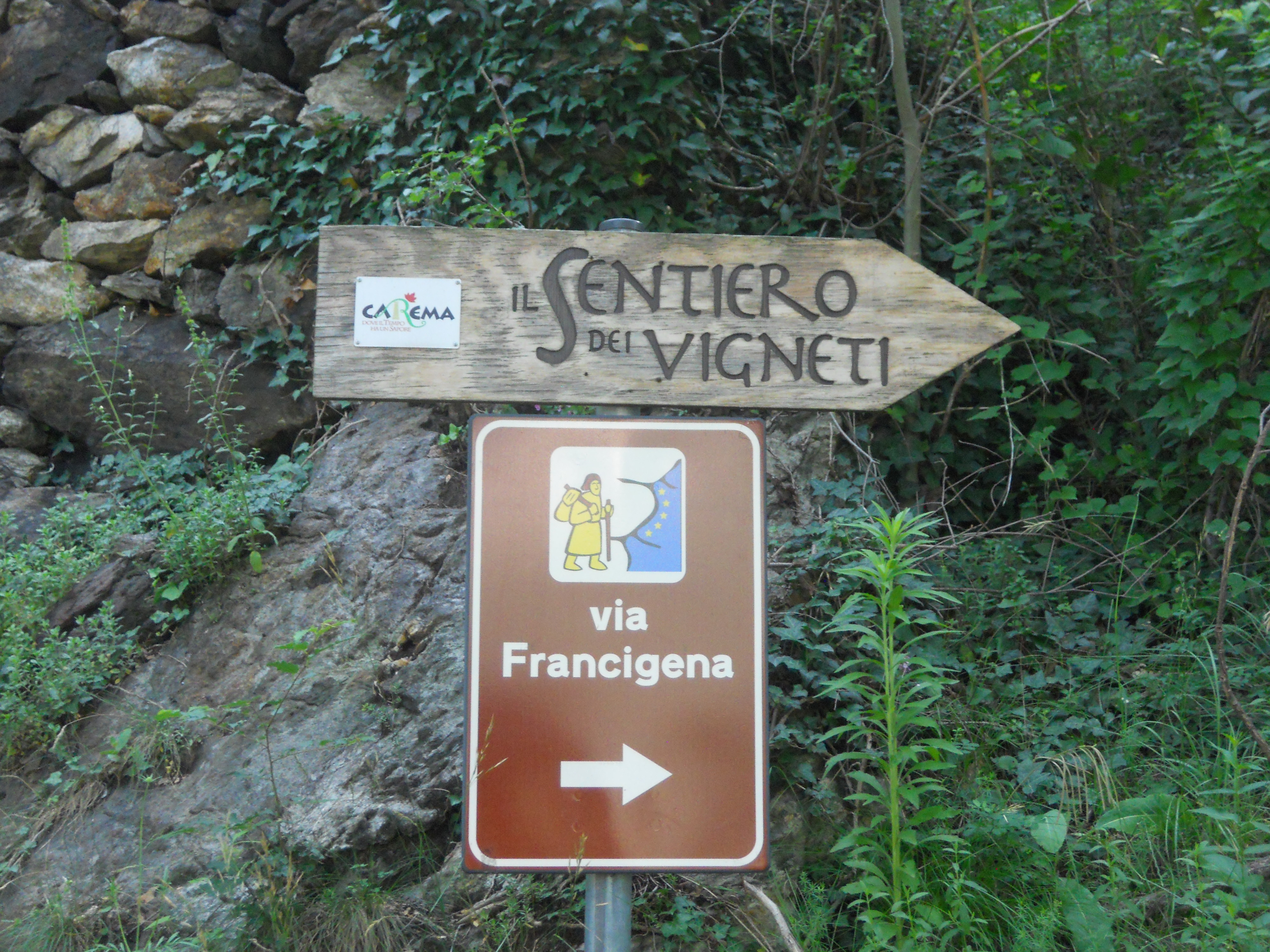
Via dei Vigneti a Carema

La Francigena non era propriamente una via, ma piuttosto un fascio di vie, un sistema viario con molte alternative che il pellegrino sceglieva in base ai luoghi dove sapeva di trovare ospitalità e alle informazioni che acquisiva sulla sicurezza dei tragitti. La "Associazione Europea delle Vie Francigene", a fini della promozione culturale e turistica di questa importante eredità storica, propone ai visitatori ben definiti percorsi e strutture ricettive. Alla associazione "La Via Francigena di Sigerico" di Ivrea sono affidati i compiti di marcatura del percorso e di assistenza ai pellegrini e turisti in transito in terra canavesana.
Il tratto curato dall'associazione va dall'uscita da Pont-Saint-Martin sino a Cavaglià, in territorio biellese, per un totale di circa 48 km.
 Gli altri comuni toccati dal percorso sono: Carema, Settimo Vittone, Borgofranco d'Ivrea, Montalto Dora, Ivrea, Cascinette d'Ivrea, Burolo, Bollengo, Palazzo Canavese, Piverone, Viverone, Roppolo.

Nel corso del 2010 è stata completata le segnaletica del "percorso ufficiale", con le caratteristiche piccole immagini bianche del pellegrino. Nello spirito di dovuta attenzione all'antico fascio di vie, che offrivano al viandante molteplici alternative possibili, sono in corso di rilevamento alcune varianti che contribuiscono alla valorizzazione storico-culturale del territorio. Particolarmente suggestiva è la variante che da Settimo Vittone sale tra i rilievi dell'anfiteatro morenico di Ivrea, toccando i comuni di Nomaglio, e Andrate per ridiscendere verso Chiaverano e proseguire per Burolo e Bollengo. 
Interessante è anche la variante che da Torre Balfredo (frazione di Ivrea) giunge ad Albiano ed Azeglio (nei cui pressi tocca il Santuario di Sant'Antonio Abate, già ospizio per i pellegrini risalente almeno al XIII secolo) per proseguire verso Santhià.

## Luoghi da visitare lungo il percorso

### Da Pont Saint Martin ad Ivrea
| Luogo               | Cosa vedere | Immagine 1              | Immagine 2                                         | Collegamenti                |
| ------------------- | --- | ----------------------- | -------------------------------------------------- | --------------------------- |
| Pont-Saint-Martin   | - Il ponte romano Archiviato il 24 maggio 2010 in Internet Archive. - La cappella di Sant'Erasmo                                                                                 | Il ponte romano         | La cappella di Sant'Erasmo                         | - Foto di Pont-Saint-Martin |
| Carema              | - I terrazzamenti e le vigne (con i caratteristici pilun) - La cappella di San Rocco (XVII sec) - La fontana di via Basiglia (XVI sec) - La casaforte medievale detta Gran Masun | Veduta del paese        | Paesaggio con vigneti (produzione del vino Carema) | - Foto di Carema            |
| Settimo Vittone     | - I terrazzamenti e le vigne - I ruderi del castello dei Palma di Cesnola - Il castello di Settimo - La Pieve di San Lorenzo - La chiesa romanica di Montestrutto                | La Pieve di San Lorenzo | La chiesa di San Giacomo a Montestrutto            | - Foto di Settimo           |
| Borgofranco d'Ivrea | - I caratteristici balmetti - I resti dell'antico ricetto - La chiesa parrocchiale - Palazzo Marini -                                                                            | La torre-porta          | Palazzo Marini                                     |                             |
| Montalto Dora       | - I laghetti tra le colline moreniche - la parrocchiale di Sant'Eusebio - Villa Casana - La cappella di San Rocco - Il Castello di Montalto                                      | Il Castello di Montalto | La cappella di San Rocco                           | - Foto di Montalto          |

### Visitando Ivrea
| Luogo | Cosa vedere | Immagine 1                    | Immagine 2                                  | Collegamenti                          |
| ----- | --- | ----------------------------- | ------------------------------------------- | ------------------------------------- |
| Ivrea | Il Duomo di Ivrea: - I campanili, il deambulatorio e l'abside - Il chostro dei canonici - La cripta - Gli affreschi (XIII-XV secolo) - Tombe di Warmondo e di Taddeo McCarthy | La cripta                     | Il chiostro dei canonici                    | - Foto del Duomo di Ivrea             |
| Ivrea | - Il castello di Ivrea | Veduta del castello           | Una bifora                                  | - Foto del Castello di Ivrea          |
| Ivrea | Memorie romaniche: - La chiesa di Sant'Ulderico - La torre Santo Stefano - La cappella dei Tre Re a Monte Stella                                                              | La torre Santo Stefano        | La cappella dei Tre Re                      | - Foto della cappella dei Tre Re      |
| Ivrea | - La Chiesa di San Bernardino | Il convento di San Bernardino | Gli affreschi di Giovanni Martino Spanzotti | - Foto della chiesa di San Bernardino |

### Da Ivrea a Cavaglià
| Luogo                       | Cosa vedere | Immagine 1                                  | Immagine 2                   | Collegamenti                                  |
| --------------------------- | --- | ------------------------------------------- | ---------------------------- | --------------------------------------------- |
| Bollengo e Palazzo Canavese | - I paesaggi boschivi della Serra Morenica - La chiesa romanica dei Santi Pietro e Paolo - la torre-porta di Palazzo | La chiesa romanica dei Santi Pietro e Paolo | La torre-orologio di Palazzo | - Foto di Bollengo - Foto di Palazzo Canavese |
| Piverone                    | - Il ricetto - Vedute della Serra Morenica - La suggestiva solitaria chiesa romanica detta il Gesiun                 | La torre-porta del ricetto                  | Il Gesiun                    | - Foto di Piverone                            |
| Viverone                    | - Il lago di Viverone - Il campanile romanico della Cella di S. Michele - La chiesa di San Rocco                     | Lago di Viverone                            | La Cella di San Michele      | - Foto di Viverone                            |
| Roppolo                     | - Il castello di Roppolo                                                                                             | Il castello di Roppolo                      | Veduta del castello          | -Foto di Roppolo                              |
| Cavaglià                    | - Parrocchiale di S. Michele Arcangelo - Chiesa di Santa Maria di Babilone - Il sito archeologico di Menhir          | Santa Maria di Babilone                     | San Michele Arcangelo        | -Foto di Cavaglià                             |